# Diacantha hypomelaena
Diacantha hypomelaena is een keversoort uit de familie bladkevers (Chrysomelidae). De wetenschappelijke naam van de soort werd in 1857 gepubliceerd door Carl Gustaf Thomson.